# 吉首市人民政府
28°16′07″N 109°42′16″E / 28.26863°N 109.704558°E
吉首市人民政府（简称吉首市政府）是中华人民共和国湖南省湘西土家族苗族自治州吉首市的行政管理机关。现任县长是符家盛，2020年上任。

## 沿革

### 反腐败工作
2023年10月28日，李诗兴涉嫌严重违纪违法，接受湘西自治州纪委监委纪律审查和监察调查。

## 历任市长
| 姓名   | 就任日期  | 卸任日期   | 备注  |
| ------ | --------- | ---------- | ----- |
| 石绍清 |           |            |       |
| 武吉海 | 1985年6月 | 1989年12月 |       |
| 石远章 |           |            |       |
| 宋清宏 | 2006年4月 | 2010年7月  |       |
| 李卫国 | 2010年7月 | 2015年9月  | [ 2 ] |
| 李诗兴 | 2015年9月 | 2020年4月  | [ 3 ] |
| 符家盛 | 2020年4月 |            | [ 4 ] |